# Красный Адуй
Красный Адуй — посёлок в городском округе Верхняя Пышма Свердловской области. Управляется Балтымским сельским советом. Площадь поселка 4,560 кв.км.

## География
Населённый пункт расположен на правом берегу реки Адуй в 14 километрах на север от административного центра округа — города Верхняя Пышма.

### Часовой пояс
Красный Адуй как и вся Свердловская область, находится в часовой зоне МСК+2. Смещение применяемого времени относительно UTC составляет +5:00.

## Население
| 2002 | 2010 |
| ---- | ---- |
| 50   | ↗108 |

## Инфраструктура
Посёлок разделён на 14 улиц (1-я Восточная, 2-я Восточная, 3-я Восточная, 4-я Восточная, 5-я Восточная, 6-я Восточная, 7-я Восточная, Адуйская, Восточная, Западная, Октябрьская, Полевая, Проезжая, Северная) и один переулок (Лесной).